# Asuka (časopis)
Asuka (japonsky あすか), dříve Gekkan Asuka (月刊あすか, „Měsíčník Asuka“), je šódžo manga časopis zaměřený na náctileté čtenářky. Vydáván je od roku 1985 nakladatelstvím Kadokawa Šoten. V minulosti byl vydáván vždy 24. den v měsíci, od května 2021 je vydáván 24. den každého lichého měsíce. Jeho obsah je z podstatné části zaměřen na adaptace a spin-offy, podobně jako v případě jeho bratrské publikace Gekkan šónen Ace. Serializovaná manga je vydávána ve formátu tankóbon pod obchodní značkou Asuka Comics.

## Významné serializované mangy
| Název                                     | Autor/ka                                                           | Od roku | Do roku | Poznámky                                |
| ----------------------------------------- | ------------------------------------------------------------------ | ------- | ------- | --------------------------------------- |
| Hana no Asuka-gumi!                       | Satosumi Takaguči                                                  | 1985    | 1995    |                                         |
| Idol densecu Eriko                        | Ajumi Kawahara                                                     | 1989    | 1990    |                                         |
| Clamp gakuen tanteidan                    | Clamp                                                              | 1992    | 1993    |                                         |
| X                                         | Clamp                                                              | 1992    | 2003    |                                         |
| Širahimešó                                | Clamp                                                              | 1992    | 1992    |                                         |
| Mórjó kiden                               | Tamajo Akijama                                                     | 1994    | 1995    |                                         |
| Angelique                                 | Kairi Jura                                                         | 1995    | 2003    |                                         |
| Sakende jaruze                            | Satosumi Takaguči                                                  | 1996    | 2000    |                                         |
| Jamada Taró monogatari                    | Ai Morinaga                                                        | 1996    | 2000    |                                         |
| Hyper Rune                                | Tamajo Akijama                                                     | 1996    | neznámý |                                         |
| Wish                                      | Clamp                                                              | 1996    | neznámý |                                         |
| Cross                                     | Sumiko Amakawa                                                     | 1997    | 2001    |                                         |
| D.N.Angel                                 | Jukiru Sugisaki                                                    | 1997    | 2021    |                                         |
| Cowboy Bebop Shooting Star                | Cain Juga                                                          | 1997    | neznámý | Spin-off anime seriálu Kovboj Bebop.    |
| Gohó Drug                                 | Clamp, Cubaki Nekoi                                                | 1997    | neznámý |                                         |
| Sono te o dokero!                         | Kasane Kacumoto                                                    | 1998    | 2001    |                                         |
| Suki. Dakara suki                         | Clamp                                                              | 1998    | 2000    |                                         |
| Mikan no cuki                             | Haruko Iida                                                        | 1999    | 2001    |                                         |
| Kowarehadžimeta tenši-tači                | Securi Cuzuki                                                      | 1999    | 2003    |                                         |
| Secret Chaser                             | Tamajo Akijama                                                     | 1999    | 1999    |                                         |
| Harlem Beat wa joake made                 | Takašima Kazusa                                                    | 2001    | 2008    |                                         |
| Lagoon Engine                             | Jukiru Sugisaki                                                    | 2002    | 2007    |                                         |
| Trinity Blood                             | Sunao Jošida (spisovatel) a Kijo Kudžo (ilustrátorka)              | 2003    | 2018    |                                         |
| W.I.T.C.H.                                | Haruko Iida                                                        | 2003    | 2004    | Adaptace komiksové série.               |
| Saiunkoku monogatari                      | Kairi Jura                                                         | 2003    | 2011    |                                         |
| Neon Genesis Evangelion: Angelic Days     | Fumino Hajaši                                                      | 2003    | 2005    | Spin-off mangy Neon Genesis Evangelion. |
| Lagoon Engine Einsatz                     | Jukiru Sugisaki                                                    | 2004    | 2005    |                                         |
| Kjó kara ma no cuku džijúgjó!             | Tomo Takabajaši (spisovatelka), Temari Macumoto (ilustrátorka)     | 2005    | 2016    | Spin-off mangy Kjó kara maó!.           |
| Uragiri wa boku no namae o šitteiru       | Hotaru Odagiri                                                     | 2005    | 2017    |                                         |
| Code Geass: Hangjaku no Lelouch           | Goró Taniguči, Ičiró Ókouči (spisovatelé), Madžiko! (ilustrátorka) | 2006    | 2010    | Spin-off anime série Code Geass.        |
| Neon Genesis Evangelion: Gakuen datenroku | Min Min                                                            | 2007    | 2009    | Spin-off mangy Neon Genesis Evangelion. |
| Baradžó no Kiss                           | Aja Šóoto                                                          | 2008    | 2011    |                                         |
| Bungaku šódžo to oišii Recipe             | Mizuki Nomura (spisovatelka), Akira Hijošimaru (ilustrátor)        | 2008    | 2010    |                                         |
| Šinrei tantei Jakumo                      | Manabu Kaminaga (spisovatel), Suzuka Oda (ilustrátor)              | 2009    | 2016    |                                         |
| Bungaku šódžo to koisuru Poet             | Mizuki Nomura (spisovatelka), Akira Hijošimaru (ilustrátor)        | 2010    | 2010    |                                         |
| Biblia košodó no džiken tečó              | Nakano                                                             | 2012    | 2014    |                                         |
| 1001 Knights                              | Jukiru Sugisaki                                                    | 2012    | 2017    |                                         |
| Momoči-san či no ajakaši ódži             | Aja Šóoto                                                          | 2013    | 2019    |                                         |
| Majonaka no okaruto kómuin                | Jóko Tamocu                                                        | 2015    | dosud   |                                         |

## Související časopisy
- Gekkan Asuka Fantasy DX